# Awendaw
Awendaw es un pueblo ubicado en el condado de Charleston en el estado estadounidense de Carolina del Sur. El pueblo en el año 2000 tiene una población de 1.195 habitantes en una superficie de 21.9 km², con una densidad poblacional de 55.7 personas por km². 

## Geografía
Awendaw se encuentra ubicado en las coordenadas 33°0′32″N 81°18′31″O / 33.00889, -81.30861. Según la Oficina del Censo, el pueblo tiene un área total de 21,9 km² (8,5 mi²), de la cual 21,4 km² (8,3 mi²) es tierra y 0,5 km² (0,2 mi²) (2.01%) es agua.

## Demografía
Para el censo de 2000, había 1.195 personas, 400 hogares y 312 familias en el pueblo. La densidad de población era 144.3 hab/km². Había 443 viviendas para una densidad promedio de 20,7 por kilómetro cuadrado. De la población 34,39% eran blancos, 64,60 afroamericanos, 0.08% asiáticos, 0,59% de otras razas y 0,33% de dos o más razas. El 2,20% de la población eran hispanos o latinos de cualquier raza.
En el 2000 la renta per cápita promedia del hogar era de $35.250, y el ingreso promedio para una familia era de $42.917. El ingreso per cápita para la localidad era de $15.781. En 2000 los hombres tenían un ingreso per cápita de $31.696 contra $21.422 para las mujeres. Alrededor del 12.40% de la población estaba bajo el umbral de pobreza nacional. 